# Serravalle a Po
Serravalle a Po é uma comuna italiana da região da Lombardia, província de Mântua, com cerca de 1.723 habitantes. Estende-se por uma área de 26 km², tendo uma densidade populacional de 66 hab/km². Faz fronteira com Gazzo Veronese (VR), Ostiglia, Pieve di Coriano, Quingentole, Revere, Sustinente.

## Demografia
| Variação demográfica do município entre 1861 e 2011                               |
|                                                                                   |
| Fonte: Istituto Nazionale di Statistica (ISTAT) - Elaboração gráfica da Wikipedia |